# Wilhelm Bidembach von Treuenfels
Wilhelm Bidembach, ab 1648 von Treuenfels (〰 21. September 1588 in Waiblingen; † 15. Dezember 1655 in Wien), war ein deutscher Jurist.

## Leben
Wilhelm Bidembach wurde am 21. September 1588 in Waiblingen evangelisch getauft. Seine Eltern waren der dortige Diakon Felix Bidembach der Ältere und dessen Ehefrau Barbara. Es ist anzunehmen, dass er am 19. oder 20. September auch in Waiblingen geboren wurde. Er gehörte zur Gelehrtenfamilie Bidembach. Ab 1602 studierte er an der Universität Tübingen und wurde 1618 zum Doktor beider Rechte promoviert.
Bidembach gehörte in Tübingen zum Freundeskreis des chiliastischen Juristen und Theosophen Tobias Heß. Zu diesem Kreis zählten beispielsweise auch Johann Valentin Andreae, Christoph Besold, Abraham Hölzel, Thomas Lansius, Samuel Hafenreffer und Wilhelm Schickard.
Anschließend war er hohenlohischer Kanzler in Neuenstein und wurde darauf zum dänischen und württembergischen Resident am kaiserlichen Hof Wien ernannt. Seit dem 7. August 1628 war er der Rechtswissenschaften Professor an der Tübinger Universität, 1630 jedoch verbrachte er in Hohenurach in Haft, weil er geheime Informationen übermittelt hatte. Nach vier Monaten bereits entließ man ihn wieder und obwohl man ihm erneut die Professur anbot, nahm er sie nicht noch einmal ein. Am 4. Dezember 1648 ernannte man ihn zum Reichshofrat. Ferdinand III. berief Bidembach in den Niederadel, seit dem 6. Juni 1654 trugen sowohl Wilhelm Bidembach als auch seine Nachfahren den Beinamen von Treuenfels.
1644 kaufte er ein Gut in Ehningen, das ihm 1652 von Herzog Eberhard III. von Württemberg geschenkt wurde, 1646 erhielt er ein Schloss in Oßweil. 1655 verstarb er in Wien, sein Leichnam wurde einbalsamiert, in sein Heimatland gebracht und am 13. März 1656 in der Kirche in Oßweil bestattet. Er war mit Anna Regina Besserer von Schnürpflingen verheiratet gewesen und hatte mit ihr sieben Kinder, unter ihnen Georg Wilhelm Bidembach von Treuenfels.

## Werke
- An die Röm. Kay auch […] Königlich. May. Aller vnterthänigste Anzaig vnd Bitt: Anwaldts deß Durchleuchtigen Hochgebornen Fürsten und Herrn Herrn Eberhardten Hertzogs zu Würtemberg […] (ohne Ort 1641)
- Grundtlicher Beweiß, Das die Praelaten vnd Clöster deß Hertzogsthumbs Würtemberg vor 90. 100. 150. 200. vnd mehr Jahren zu dem Land und Hertzogthumb gehörig gewesen […] (ohne Ort 1641; Neuauflage 1645)
- Hoc dissertationis de superioritate territoriali breviarum praes. Christoph Besold […] defendet Guilielmus Bydembach (Tübingen 1618)
- Rechtlich von der Röm. Kays. […] erfordertes Bedencken […] Wilhelmen Bidenbachen […] Adb Articul. 8 § de indagand. rat. Instrumentum Pacis Oßnabrück (ohne Ort 1650)